# Adrian Anghel
Adrian Anghel (n. 10 august 1958

) este un senator român, ales în 2012. 